# Belinho

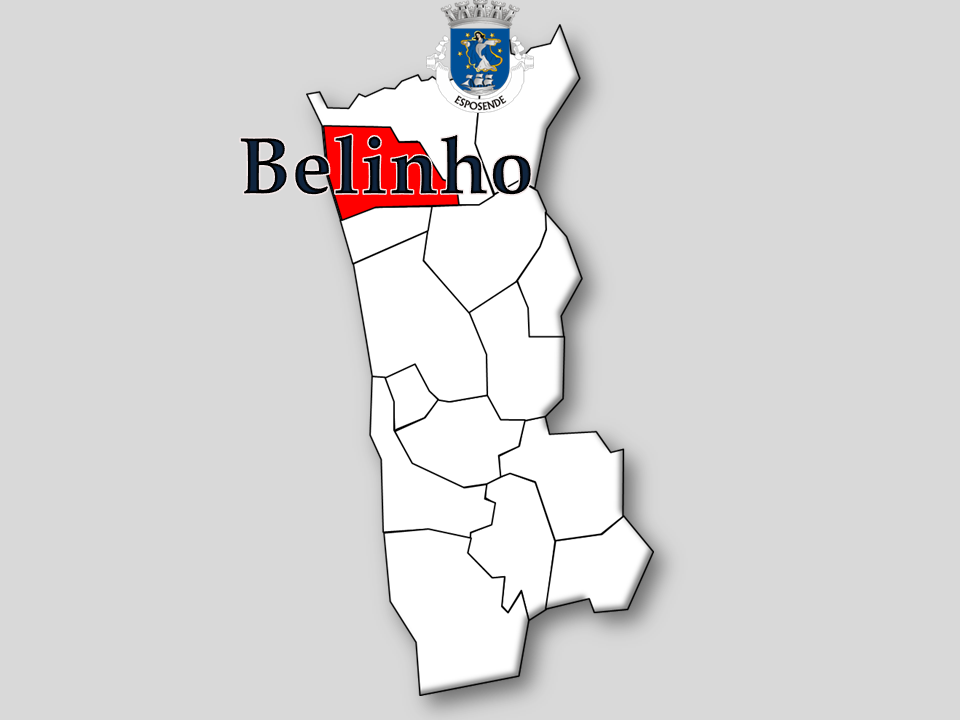
Localização da Freguesia de Belinho no Município de Esposende

Belinho é uma localidade portuguesa do Município de Esposende que foi sede da extinta Freguesia de Belinho, freguesia que tinha 6,59 km² de área e 2 017 habitantes (2011), e, por isso, uma densidade populacional de 306,1 hab./km².
A Freguesia de Belinho foi descontinuada em 2013, no âmbito de uma reforma administrativa nacional, para, em conjunto com a Freguesia de Mar, formar uma nova freguesia denominada União das Freguesias de Belinho e Mar da qual é a sede.

## População
| População da freguesia de Belinho (1864 – 2011) | População da freguesia de Belinho (1864 – 2011) | População da freguesia de Belinho (1864 – 2011) | População da freguesia de Belinho (1864 – 2011) | População da freguesia de Belinho (1864 – 2011) | População da freguesia de Belinho (1864 – 2011) | População da freguesia de Belinho (1864 – 2011) | População da freguesia de Belinho (1864 – 2011) | População da freguesia de Belinho (1864 – 2011) | População da freguesia de Belinho (1864 – 2011) | População da freguesia de Belinho (1864 – 2011) | População da freguesia de Belinho (1864 – 2011) | População da freguesia de Belinho (1864 – 2011) | População da freguesia de Belinho (1864 – 2011) | População da freguesia de Belinho (1864 – 2011) |
| ----------------------------------------------- | ----------------------------------------------- | ----------------------------------------------- | ----------------------------------------------- | ----------------------------------------------- | ----------------------------------------------- | ----------------------------------------------- | ----------------------------------------------- | ----------------------------------------------- | ----------------------------------------------- | ----------------------------------------------- | ----------------------------------------------- | ----------------------------------------------- | ----------------------------------------------- | ----------------------------------------------- |
| 1864                                            | 1878                                            | 1890                                            | 1900                                            | 1911                                            | 1920                                            | 1930                                            | 1940                                            | 1950                                            | 1960                                            | 1970                                            | 1981                                            | 1991                                            | 2001                                            | 2011                                            |
| 744                                             | 765                                             | 880                                             | 842                                             | 913                                             | 1 011                                           | 1 199                                           | 1 302                                           | 1 613                                           | 1 877                                           | 1 909                                           | 2 105                                           | 1 981                                           | 2 146                                           | 2 017                                           |

## Festas e romarias
- S. Pedro ad Vincula (1 de Agosto)
- Secular Romaria de S. Amaro (durante três domingos a seguir a quinze de Janeiro)
- Procissão do Senhor aos Enfermos (Domingo da Pascoela)
- Procissão do Senhor dos Passos (Quinto Domingo da Quaresma)
- Peregrinação Arcisprestal á Senhora da Guia (Maio)
- Procissão do Corpo de Deus
- Procissão de velas da Senhora da Guia
- Marendeiro da Catequese (Senhora da Guia)
- Romaria de S. Bráz (último domingo da Romaria de Santo Amaro, na mesma capela)

## Colectividades
- Centro Social da Juventude de Belinho (Futebol Sénior e Formação)
- Centro Social da Juventude de Belinho (Creche, ATL, Centro de Dia)
- Centro de Educação e Formação Musical de Belinho
- Cooperativa Agrícola de Belinho
- Discoteca Belidisco
- Mentes Raras Caffé Bar
- Carruagem Bar
- MaisBelinho
- Banda de Música de Belinho
- Parque de Campismo "Os Belinhenses"

## Património
- Santuário da Senhora da Guia, Belinho
- Praia de Belinho
- Estação Arqueológica designada por Cividade de Belinho
- Monte da Guia (escadório e monumentos)
- Monte do Castro e Pitoquinho
- Igreja Paroquial
- Capela da Senhora da Guia
- Capela de Santo Amaro
- Fontes do Calvário
- Capelinhas da Procissão de Passos
- Cruzes da Via Sacra
- Marcos da Casa de Bragança
- Gruta do Jóia-Monge

## Procissão do Senhor aos Enfermos
A Procissão do Senhor aos Enfermos é uma procissão eucarística com mais de 90 anos que se realiza todos os anos na freguesia de Belinho no domingo seguinte à Páscoa. Esta procissão foi iniciada em meados da década de 20 do século XX, por iniciativa do Padre Albino Alves Pereira (1885-1959) que foi Abade de Belinho entre os anos 1921 e 1959.
O principal objectivo desta procissão é levar a Sagrada Comunhão aos enfermos da freguesia, que aquando a visita também recebem a cruz pascal.
Nas ruas por onde passa a procissão é feito um tapete em flores ou em serrim, com aproximadamente 4 kilometros de comprimento.
Cada lugar da freguesia faz o seu próprio tapete, com os seus temas próprios, resultando isso numa grande variadade de tapetes e diversidade de temas abordados. Os diversos tapetes são realizados durante a noite anterior, mobilizando grande parte da população da freguesia.
São realizados também ao longo dos tapetes centros alegóricos à Eucarístia, à vida de Cristo e outros temas Católicos.  Tradicionalmente nesta procissão, estes centros tem o nome de "empanadas", nome que deriva do facto de no passado estes centros serem feitos sobre empanadas, um artefacto agrícola que servia para cobrir o milho. 
Também são executados dois "arcos gigantes" um ao fundo da Avenida da Igreja e outro no lugar de Belinho. 
Outro atrativo que é realizado ao longo de todo o percurso da procissão são os variados quadros vivos de passagens bíblicas, que encenam aquando a passagem da procissão assim como também três cenas teatrais: Santo Amaro, Carreira Cova (Lugar do Outeiro) e no final em frente à igreja. 
Há também a tradição dos foguetes que são deitados interruptamente desde o início da procissão (9h) até a sua conclusão por volta das 13h. No final da procissão todos estes trabalhos ficam intactos e disponíveis até as 17 horas da tarde desse Domingo, para serem visitados pelo público. Todos estes trabalhos são organizados pelas comissões de cada lugar: Outeiro, Avenida, Belinho e Santo Amaro.

## História
A palavra Belinho vem do genitivo Belini, do nome próprio Belinus. A Igreja Paroquial foi construída em 1897, mas em 1922 e 1925 passou por diversas obras. Da antiguidade de Belinho falam documentos a partir de 1135, data em que D. Afonso Henriques doou, ao arcebispo de Braga, D. Paio Mendes, a Igrepa de S. Félix de Belínio, com todos os direitos que lhe pertenciam. As inquirições de 1220 mencionam Belinho como "freguesia de Sanfins de Belio"; as de 1320, como "Ecclesia Sancti Felicis de Belin" no território do arcediagado de Neiva. Em 1400 aparece como "San Fizz de Belinho", e em 1528 como "S. Finz de Velinho anexa ao Cabido de Braga". Em 1749 aparece já com o orago e a designação actuais: S. Pedro Fins de Belinho. Eis porque o primitivo orago da localidade parece ter sido S. Félix, nome que mais tarde, por corrupção, passou a denominar-se S. Fins e depois S. Pedro Fins. O vigário era da apresentação da Sé de Braga e tinha de côngrua 1800 réis o que, com os restantes rendimentos paroquiais, perfazia anualmente o total de 150 000 réis. Em Belinho temos as capelas de: Nossa Senhora da Guia, Santo Amaro e Capelas da Via Sacra. No conhecido monte Castro, vêem-se interessantes penedos com perfurações, cavidades, nichos e grutas. Do alto desse picoto ou cerro, de acesso áspero, revela-se uma panorâmica sobre o Oceano. Aí se encontravam ruínas das moradias circulares e vagos vestígios da cerca defensiva da povoação castreja. Neste monte também existem muitos vestígios da exploração de granitos e trabalhos de cantaria dos anos 50 e 60. Nas suas veigas férteis, eram produzidos todos os tipos de horticultura e a "pranta" de Belinho, que era comercializada nas feiras de Ponte de Lima, Viana do Castelo, Barcelos, Braga, Vila do Conde e Famalicão. Actualmente ainda existem alguns terrenos onde se mantêm o cultivo dessa espécie, principalmente na zona da Malhada, localizada a Norte da freguesia.

## Santuário de Nossa Senhora da Guia
O Santuário da Senhora da Guia localiza-se na freguesia de Belinho, e é o ex libris desta freguesia.
Situa-se no cimo de uma montanha com aproximadamente 150 metros. É constituído por vários terraços e pela Capela de Nossa Senhora da Guia, a quem o povo de Belinho tem uma grande devoção.
A capela actual foi construída em substituição da primitiva capela, no ano de 1974 por iniciativa do Padre Manuel José da Costa Leal (1931-2005) que foi Abade de Belinho entre os anos 1969 e 2005, e pelo Sr. Manuel Martins de Abreu (1927-1991), que foi zelador da mesma Capela e Santuário.
Foi construída com a ajuda da população da freguesia.
Sendo a mesma benzida no dia 19 de Maio de 1974.
O escadório que conta com aproximadamente  400 degraus, foi a sua construção iniciada no ano de 1988, sendo este construído por canteiros naturais da freguesia de Belinho.
Todos os anos no segundo Domingo de Maio, realiza-se neste Santuário a Peregrinação Arciprestal do Arciprestado de Esposende, que conta com a participação de todas as paróquias do município, que desde a Igreja Paroquial de Belinho sobem juntas, pela estrada até ao recinto do Santuário, com as suas próprias bandeiras-estandarte de Nossa Senhora e os seus paroquianos.
São acompanhados no final pelo andor de Nossa Senhora da Guia.
Esta peregrinação foi iniciada no ano de 2002.
No primeiro Domingo de Junho, reliza-se neste Santuário o tradicional e centenário Merendeiro da Catequese Paroquial de Belinho.
É um local com vista para o Oceano Atlântico, e contém inúmeros monumentos: 
1. Aparição do Anjo;
2. Estátua de D. Nuno Álvares Pereira, que aqui segundo a história pediu ajuda divina para uma das suas batalhas;
3. Estátua do Padre Leal, obreiro deste santuário;
4. Monumento dos Pastorinhos de Fátima;
5. Penedo do Merendeiro;
6. Miradouro e Cruzeiro;
7. Arco do Jubileu 2000;
8. Fonte de São João Baptista;
9. Gruta de Nossa Senhora de Lourdes;
10. Gruta do Jóia-Monge, popularmente conhecida por Penedo do Cabreiro, que atualmente alberga a estátua do Senhor do Sono (Profeta Elias), nela habitou o ermita Jóia-Monge no século XIX;
11. Penedo de Santo António;
12. Monumento de São Cristóvão;
13. Monumento de Nossa Senhora dos Emigrantes;
14. Escadório e Capela do Encontro;
15. Estrada e Cruzes da Via Sacra;

O acesso ao Santuário pode ser feito pelo referido escadório, ou por uma estrada em alcatrão.

## Procissão de S. Pedro, 1 de Agosto
É uma das maiores procissões do país. Em 2011 foi constituída por 35 andores de flores naturais, e é também constituída pelo Barco de S. Pedro que é todos os anos constituída por uma peça esculpida em madeira ou outra obra de arte executada todos os anos por um artesão de natural de Belinho.

## Praia de Belinho
Praia do município de Esposende. Atualmente, devido à grande erosão costeira, foi praticamente colhida pelo mar, e concentra agora milhares de seixos (godos). O acesso a norte, mais sóbrio, efectua-se através de campos agrícolas e do pinhal. Dunas de dimensões consideráveis são protegidas por passadiços de madeira.

## Monte Castro (Pitoquinho)
Situado na zona sul de Belinho, é o ponto mais alto do município de Esposende, com 237 metros. Um local parecido com um vulcão. No seu cimo encontra-se um marco geodésico e uma vista desde o Monte de Santa Tecla, em Espanha, às chaminés da Petrogal, em Leça da Palmeira (um ângulo de visão de 200 km). Nos dias mais límpidos pode-se ainda avistar o monte do Sameiro, em Braga.

## Geminações
Belinho é geminado com a cidade francesa de Corbeil-Essonnes, desde o dia 10 de junho de 2000. Uma relação com base no futebol, a equipa do CSJ Belinho, realizou bastantes torneios em França, no terreno do Association Sportive Corbeil-Essonnes, e por sua vez já por várias vezes o Corbeil se deslocou ao terreno do CSJ Belinho.